# 山田紘之
山田 紘之（やまだ ひろし、1982年11月2日 - ）は元陸上競技選手。愛知県豊川市出身。
愛知県立豊川工業高等学校－日本体育大学－コニカミノルタ陸上競技部所属。

## 略歴・人物
箱根駅伝10区の元区間記録保持者。
2005年の第81回箱根駅伝では最終10区で区間新記録の好走をしたが先頭を走っていた駒澤大学の選手を抜く事は出来ず、日本体育大学は準優勝に終わった。
2008年ニューイヤー駅伝ではメンバーに選ばれ優勝に貢献した。2013年3月、コニカミノルタ陸上競技部を退部した。